# Boneia
Genre
Boneia est un genre de chauve-souris de la famille des Pteropodidae.

## Liste d'espèces
Selon ITIS (28 avr. 2010), Mammal Species of the World (version 3, 2005)  (28 avr. 2010) et NCBI (28 avr. 2010) :
- Boneia bidens (roussette de Jentik) Jentink, 1879